# ターボ (アルバム)
『ターボ』（Turbo）は、ジューダス・プリーストが1986年に発表したアルバム。スタジオ・アルバムとしては10作目。

## 解説
ギターシンセサイザーを多用した音作りに挑戦しており、楽曲もポップなものが多いため、問題作として物議を醸した。アメリカのBillboard 200では3作連続となるトップ20入りを果たすが、本国イギリスでは33位に終わった。
本作に伴うツアーは"Fuel For Life Tour"と題され、その模様は1987年にライヴ・アルバム『プリースト…ライヴ!』として発表された。
「ターボ・ラヴァー」は、2001年にレースゲーム『グランツーリスモ3 A-spec』のアメリカ版で使用された。

## 収録曲
全曲ともロブ・ハルフォード、K. K. ダウニング、グレン・ティプトンの共作。
1. ターボ・ラヴァー - Turbo Lover - 5:32
2. ロックド・イン - Locked in - 4:19
3. プライヴェイト・プロパティ - Private Property - 4:29
4. ペアレンタル・ガイダンス - Parental Guidance - 3:26
5. 野獣のロックン・ロール - Rock You All Around the World - 3:36
6. 孤独の叫び - Out in the Cold - 6:27
7. 狂乱の夜 - Wild Nights, Hot & Crazy Days - 4:39
8. 愛に飢えて - Hot for Love - 4:11
9. レックレス - Reckless - 4:18
下記2曲は2001年リマスターCDのボーナス・トラック。
10. オール・ファイアード・アップ - All Fired Up - 4:45
11. ロックド・イン (ライヴ) - Locked in (Live) - 4:25

## 参加ミュージシャン
- ロブ・ハルフォード：ボーカル
- K. K. ダウニング：リードギター、ギターシンセサイザー
- グレン・ティプトン：リードギター、ギターシンセサイザー
- イアン・ヒル：ベース
- デイヴ・ホーランド：ドラムス

## カヴァー
Turbo Lover
- ロニー・ロメロ - カバー・アルバム『Raised On Heavy Radio』（2023年）に収録[2]。